# Schwetz (meteoryt)

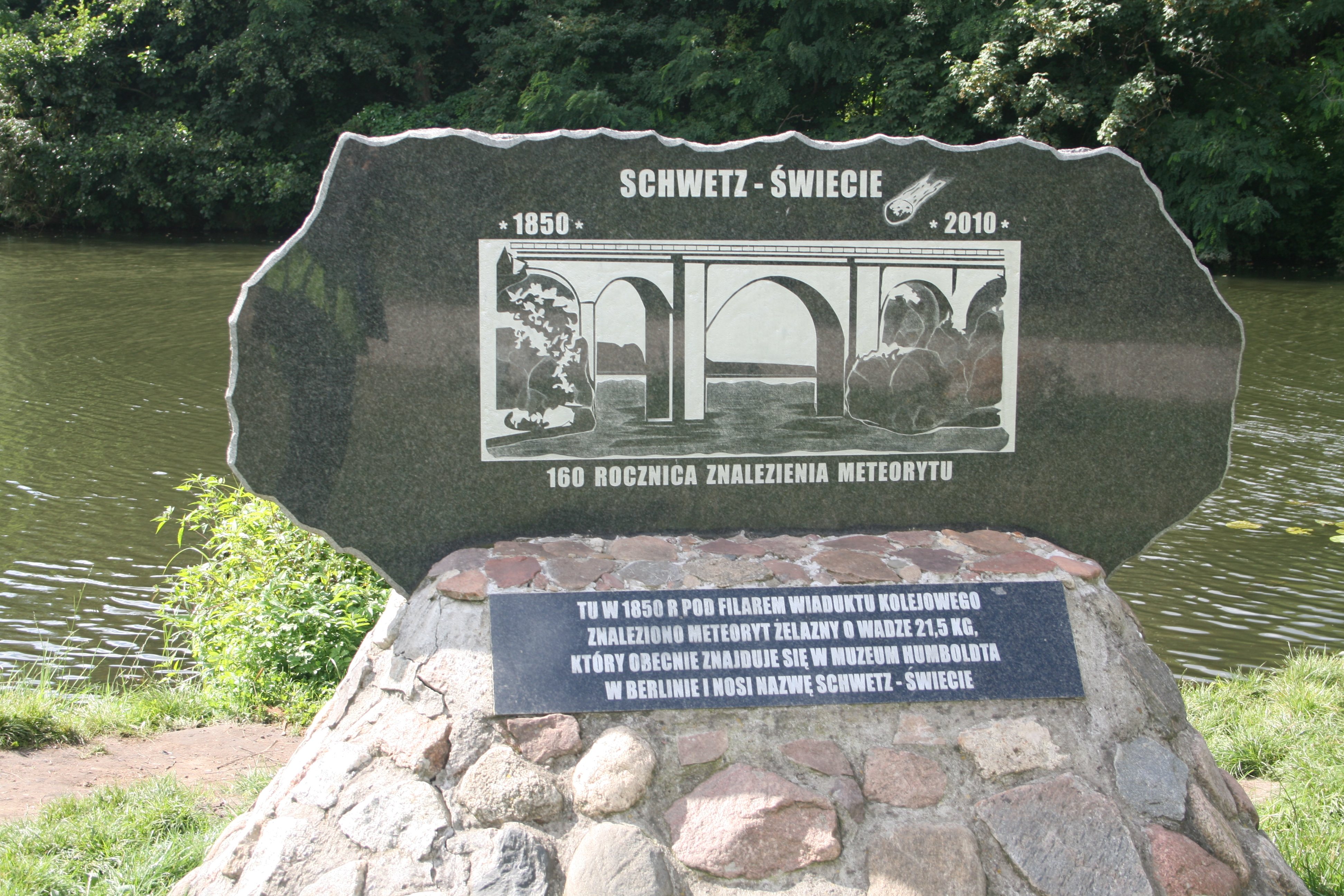
Pomnik ustawiony w 160. rocznicę odkrycia meteorytu w pobliżu miejsca jego znalezienia.

Schwetz (inne nazwy: Świecie, Kwidzyn, Weichsel) – meteoryt żelazny należący do oktaedrytów, klasyfikowany też jako IIIAB znaleziony wiosną 1850 roku. Meteoryt Schwetz znaleziono na lewym brzegu rzeki Wda niedaleko dzisiejszej miejscowości Świecie podczas prac niwelacyjnych przy budowie linii kolejowej. Okaz o masie 21,5 kg został wykopany z piaszczystego wzniesienia. Przekazany został do muzeum uniwersyteckiego w Berlinie, które dziś nosi imię Humboldta. Obecnie znajduje się tam fragment o masie 5,78 kg. Do Polski trafił w 1939 roku. Fragment o masie około 0,5 kg został podarowany Towarzystwu Muzeum Ziemi w Warszawie. Ocenia się, że meteoryt może pochodzić z planetoidy o średnicy około 200 km. Jego tempo stygnięcia wynosiło kilka stopni na milion lat.